# Good Design Awards
Ne doit pas être confondu avec Good Design Award.
Le Good Design Awards est un prix de design décerné par le Chicago Athenaeum et promu par l'European Centre for Architecture Art Design and Urban Studies. Le prix récompense les produits de design industriel les plus innovants de l'année, et sont exposés en permanence au Chicago Atheanaeum.
Le prix a été créé à Chicago en 1950 par Edgar Kaufmann Jr., le fondateur et conservateur du musée d'Art contemporain de Chicago, en collaboration avec les architectes et les designers Ray Eames, Russel Wright, George Nelson et Eero Saarinen.
Les différentes catégories de produits prises en compte par un jury de professionnels et d'experts du secteur sont les équipements électroniques et médicaux,
articles de cuisine et de salle de bain, équipements de sport, articles ménagers, graphismes et emballages, éclairage et environnements urbains, matériaux de construction, meubles, mode et textile, produits de bureau, robotique et bionique, outils industriels ainsi que les véhicules.
À ne pas confondre avec le Good Design Award (グットデザイン賞) qui est une récompense de design placée sous l'égide de la Japan Industrial Design Promotion Organization (JIDPO).